# Caroline Angibaud
Pour les articles homonymes, voir Angibaud.
 (avril 2025).
Si vous disposez d'ouvrages ou d'articles de référence ou si vous connaissez des sites web de qualité traitant du thème abordé ici, merci de compléter l'article en donnant les références utiles à sa vérifiabilité et en les liant à la section « Notes et références ».
 (avril 2025).
Sa qualité peut être largement améliorée en utilisant un vocabulaire plus directement compréhensible.
Caroline Angibaud, née le 28 avril 1983 aux Sables-d'Olonne, est une wave-skieuse française. Elle a été 8 fois championne du monde.
Membre des équipes de France de waveski puis de Stand up paddle vagues de 2013 à 2023 elle est vice championne du Monde en SUP surf au Nicaragua (ISA2014) et Vice Championne d'Europe de SUP vagues au Portugal en 2023.
5 fois Championne de France de SUP vagues, Championne de France de Beach race en 2014.

## Palmarès

### Waveski Championne du monde
- 8 titres : 99, 00, 01, 03, 04,06, 07, 09

### Championne d'Europe
- 3 titres : 98, 08, 10

### Championne de France
- 8 titres